# Isaac III Bagratuní
Isaac III Bagratuní (en armeni Սահակ Գ Բագրատունի ; mort l'any 761) fou un príncep armeni de la família dels Bagràtides que fou príncep d'Armènia de 755 a 761.
Fill d'un Bagrat Bagratuní probable germa de Simbaci Bagratuní VI, devia ser doncs cosí germà del príncep Asoci III Bagratuní el Cec, príncep d'Armènia de 732 a 750. L'eliminació dels Omeies pels Abbàssides va fer vaure en desgracia a Asoci que fou cegat pel seu enemic Gregori Mamiconi. Els fills d'Asoci si existien, serien massa joves i el cosí Isaac esdevingué nakharar de la casa Bagratuní. El 755, el califa abbàssida Al-Mansur el va nomenar príncep d'Armènia. Va morir el 761, el mateix any que el seu cosí Asoci el Cec. El fill d'aquest Simbaci Bagratuní VII (Simbaci III Bagratuní, en realitat hauria de ser Simbaci IV Bagratuní), va agafar llavors la direcció de la família.